# Yenko Sportscars

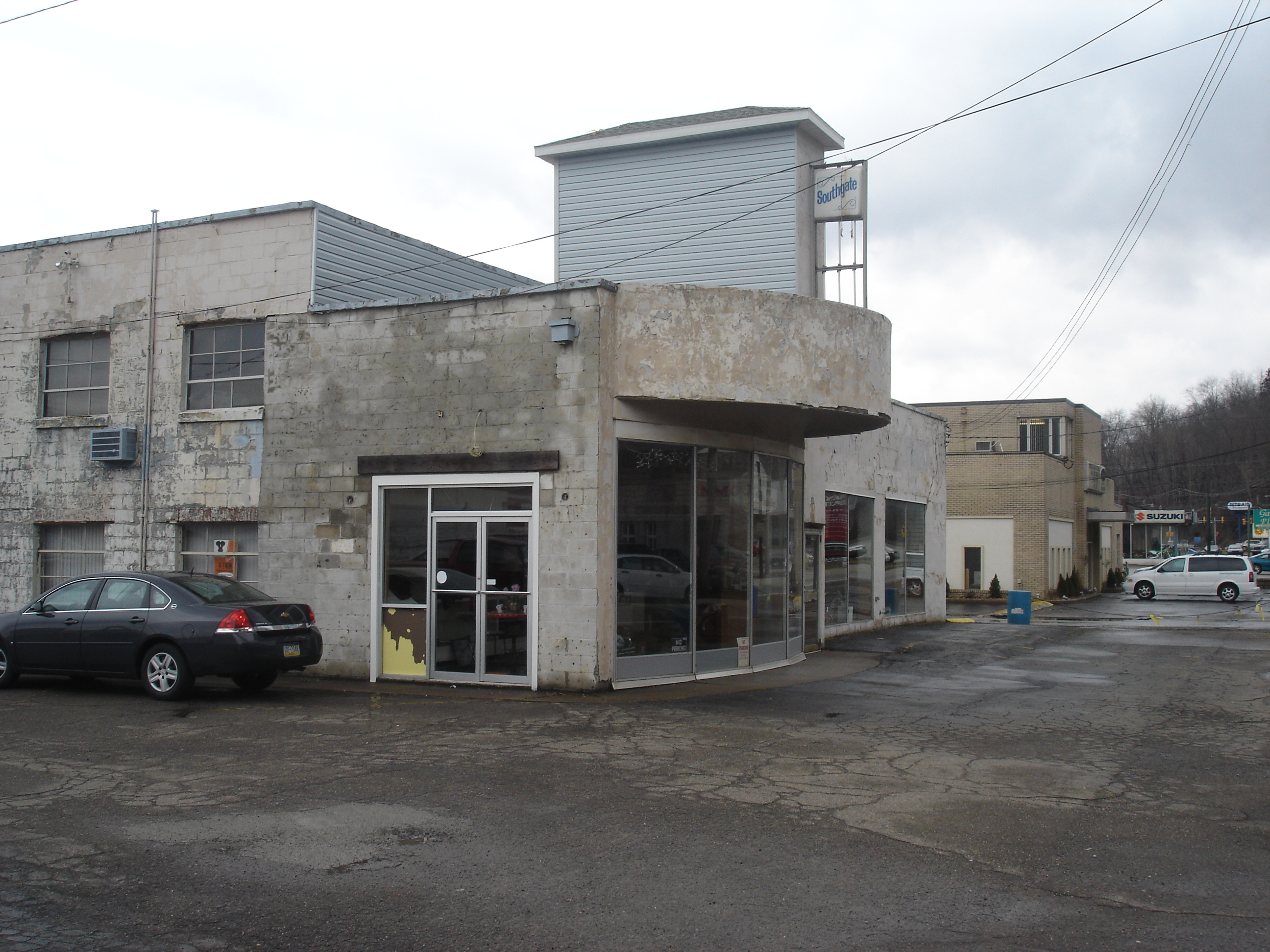
Das frühere Firmengebäude der Yenko Sportscars, Inc. im März 2008

Die Yenko Sportscars, Inc. war ein US-amerikanischer Automobilhändler und -tuner, der in Canonsburg (Pennsylvania) ansässig war. Don Yenko, der Sohn des Gründers des seit 1957 bestehenden Handelsunternehmens für Chevrolet-Automobile bot zunächst von 1965 bis 1967 einen speziell getunten Corvair unter dem Namen Yenko Stinger an.

## Geschichte
1966 war Don Yenko vom Handling des Corvair der 2. Serie so beeindruckt, dass er sich um eine SCCA-Rennlizenz für dieses Modell Corsa bemühte. Die Zulassungsstelle lizenzierte den Wagen mit ausgebauter Rücksitzbank und verändertem Motor, der mehr Leistung und Drehmoment lieferte. Die 100 Corvair Corsa, die 1966 zugelassen wurden, waren alle weiß mit blauen Streifen und wurden Yenko Stinger genannt.
Yenko fuhr mit der Modifizierung von Corvair-Coupés fort, solange dieser Wagen von Chevrolet hergestellt wurde. Der letzte Stinger war ein Coupé von 1969; dann wurde die Fertigung in Willow Run (Michigan) von Chevrolet eingestellt.
Als 1967 der Camaro auf der Pony-Car-Bühne erschien, baute Yenko den 7,0 l-V8-Motor L-72 von Chevrolet mit 425 bhp (317 kW) zusammen mit einigen anderen Tuningteilen ein und schuf so den Yenko Camaro. Die Autos waren so populär, dass Yenko in den Jahren 1968 und 1969 Chevrolets COPO-System (Central Office Production Order) nutzte, um L-72-Motoren in Camaros, Chevelles und Novas bereits am Serienmontageband einbauen zu lassen.
1971 bot Yenko den modifizierten Vega als Yenko Stinger II mit 2,3 l-R4-Motor mit Turbolader und 155 bhp (114 kW) an. Chevrolet griff Yenkos Marketingidee nie auf, denn weder die von Yenko bestellten hoch verdichteten Motoren noch Turbomotoren wurden bei diesem Modell von Chevrolet direkt angeboten. Der Stinger II wurde von Yenko Sportscars bis 1973 angeboten. Die hohe Leistung und die begrenzte Stückzahl machen die von Yenko getunten Chevrolets zu begehrten Sammlerstücken.

## General Marketing Capital, Inc.
Am 14. Oktober 2009 gab die General Marketing Capital, Inc. bekannt, dass sie nun in Besitz der Handelsmarke Yenko seien und Pläne zur Wiederbelebung der Marke hätten.